# Krüger
«Krüger» — советская и российская метал-группа, основанная в 1989 году.

## История
Группа была образована в городе Воронеже июле 1989 года гитаристом и вокалистом Александром Хамером (Коноваловым) на основе группы Старый город. Первый концерт группы состоялся 16 октября 1989 года. К 1992 «Kruger» записал две виниловые пластинки «Эмбрион Сатаны» и «Рождённый мраком». В 1993 году группа занимает первое место в польском хит-параде национального радио с альбомом «Рождённый мраком».
В 1994 году было записано два альбома: «Подлежит уничтожению» и «Кровавый голод». Оставалась лишь «косметическая» доводка материала. Но в группе наступили нелёгкие времена, и альбомы так и остались незавершёнными, а состав группы был распущен. В 1997 году Хамер набирает новый состав, а в 1998 году «Kruger» записывает альбом «Дети вражды»
В 2002 году группа записала два альбома — «Мы – Рок» и «Вера и Религия».
К концу 2002 года состав группы сократился до классических трех участников. Группу покинул бас-гитарист Бульдозер
В 2004 году вышел альбом «Душа Изувера».
В 2005 году группа запала свой первый концертный DVD и подошла к идее общего концертного шоу «Сотворение Мира».
В декабре 2009 г. вышло переиздание альбома «Вера и религия», релиз которого состоялся в 2002 году.
В начале 2010 г. вышел десятый номерной альбом «Ордамор.
9 сентября 2010 года вышел альбом «Только для белых душою». Альбом был записан группой KRUGER и проектом ХАМЕР. Это сольный проект Александра Хамера. После выпуска альбома, группа взяла творческую паузу.
Группа вновь собралась в 2012 году, приняв в свои ряды новую бас-гитаристку Анну Фликки и сменив ударника.
В 2013 году выходят два сингла "Железные ракеты" , "Шипы и Розы", а затем полноформатный альбом "Зов" и одноименный клип.
В 2014 году вышли два сингла, "Кровавый голд" и "Вирус". Так же началась работа над книгой - биографией Алексанра Хамера и группы.
В 2015 году вышел сингл "Комета". Весной 2016 года вышел сингл "Constans".

## Состав

### Нынешний состав
- Александр Хамер — гитара, вокал
- Аня Фликки — бас-гитара, бэк-вокал
- Вадим Менфис — ударные

### Бывшие участники
- Джина Рок'н'ролл — вокал, бас
- Бульдозер — бас
- Мясник — бас
- Викинг - бас
- Александр Середа (Маньяк) — бас
- Александр Аксёнов (Потрошитель) — ударные
- Дизель — ударные
- Андрей Мартыненков — ударные

## Дискография

### Номерные альбомы
| Название               | Участники                                                         | Год выпуска | Примечания       |
| ---------------------- | ----------------------------------------------------------------- | ----------- | ---------------- |
| Эмбрион Сатаны         | Александр Хамер/ Маньяк/ Потрошитель                              | 1991        | переиздан в 2007 |
| Рождённый Мраком       | Александр Хамер/ Мясник/ Потрошитель                              | 1992        | переиздан в 2004 |
| Дети Вражды            | Александр Хамер/ Джина Рок-н-Ролл/ Бульдозер/ Дизель              | 1998        | переиздан в 2004 |
| Мы - Рок!              | Александр Хамер/ Джина Рок-н-Ролл/ Бульдозер/ Дизель              | 2002        |                  |
| Вера и Религия         | Александр Хамер/ Джина Рок-н-Ролл/Дизель                          | 2002        | переиздан в 2009 |
| No Компромисс          | Александр Хамер/ Джина Рок-н-Ролл/ Дизель                         | 2004        |                  |
| Душа Изувера           | Александр Хамер/ Джина Рок-н-Ролл/ Дизель                         | 2005        |                  |
| Скалы И Сталь          | Александр Хамер/ Джина Рок-н-Ролл/ Дизель                         | 2007        |                  |
| Девятый Мессия         | Александр Хамер/ Джина Рок-н-Ролл/ Дизель                         | 2009        |                  |
| Ордамор                | Александр Хамер/ Джина Рок-н-Ролл/ Дизель                         | 2010        |                  |
| Только Для Белых Душою | Александр Хамер/ Джина Рок-н-Ролл/ Дизель                         | 2010        |                  |
| Шипы и Розы            | Александр Хамер/ Джина Рок-н-Ролл/ Дизель                         | 2013        |                  |
| Железные Ракеты        | Александр Хамер/ Джина Рок-н-Ролл/ Аня Фликки/ Андрей Мартыненков | 2013        |                  |
| Зов                    | Александр Хамер/ Джина Рок-н-Ролл/ Аня Фликки/ Андрей Мартыненков | 2013        |                  |
| Кровавый Голод         | Александр Хамер/ Джина Рок-н-Ролл/ Аня Фликки/ Андрей Мартыненков | 2014        | (Сингл)          |
| Вирус                  | Александр Хамер/ Джина Рок-н-Ролл/ Аня Фликки/ Андрей Мартыненков | 2014        | (Сингл)          |
| Комета                 | Александр Хамер/ Джина Рок-н-Ролл/ Аня Фликки/ Андрей Мартыненков | 2015        | (Сингл)          |
| Constans               | Александр Хамер/ Джина Рок-н-Ролл/ Аня Фликки/ Андрей Мартыненков | 2016        | (Сингл)          |
| Дикий                  | Александр Хамер/ Джина Рок-н-Ролл/ Аня Фликки/ Андрей Мартыненков | 2016        |                  |
| Подлежит уничтожению   |                                                                   | 2025        |                  |

### Другие издания
- 2019 - XXX (сборник перезаписанных песен к 30-летию группы)
- 2009 — Шипы и Розы (сборник лучших песен)
- 2006 — Живая сталь (CD-MAXIMUM) CD, DVD
- 1994 — Подлежит уничтожению (не выпущен)
- 1994 — Live in Diesel Rock’n’Roll (демо)
- 1993 — Кровавый голод (не выпущен)
- 1990 — На трон (демо)

### Сборники с участием группы KRÜGER
- 2004 — Specialradio.ru — 8 (Specialradio) CD
- 2003 — Specialradio.ru — 5 (Specialradio) CD
- 2001 — Железный марш — 7 (КТР) MC
- 1998 — Рок из Москвы — 1 MC
- 1994 — Metal from Russia (Мороз Рекордз) CD, MC
- 1992 — Железный марш — 1 (КТР/Мороз Рекордз) CD, LP, MC